# 高山遗址
高山遗址是一处位于山西省大同市云冈区高山镇的新石器时代遗址。1950年5月，李星学与廉小湖在大同西调查煤炭地质时在这里发现了一些石器和陶片，同年7月，文化部文物局组织的“雁北文物勘察团”前往雁北地区考察，期间裴文中、陈梦家来到高山遗址进行复勘，发现了更多的石器、陶片，还发现了两具田鼠化石。发现的石器以石片、石核为主，个头较小，石质为燧石，是细石器文化的典型器。遗憾的是，考古学家们没能发现灰层（人类活动最关键的证据）。根据采集到的彩陶片，考古学家推断高山遗址是彩陶文化与细石器文化相互影响的产物，结合彩陶纹饰的复杂程度，判断遗址的时代为新石器时代晚期。 此后，1977年9月和1983年3月山西省考古研究所对遗址进行了两次调查。
高山遗址于1965年公布为山西省第一批省级文物保护单位。